# Adelowalkeria viettei
Adelowalkeria viettei är en fjärilsart som beskrevs av Lauro Travassos 1959. Adelowalkeria viettei ingår i släktet Adelowalkeria och familjen påfågelsspinnare. Inga underarter finns listade i Catalogue of Life.